# たけし軍団!ヒット&ビート
『たけし軍団!ヒット&ビート』（たけしぐんだん ヒットアンドビート）は、1986年1月5日から同年12月21日までテレビ朝日系列局で放送されていたテレビ朝日制作のバラエティ番組である。放送時間は毎週日曜 11:00 - 11:45 （日本標準時）。

## 概要
たけし軍団によるバラエティ企画の合間に歌を挿んでいた番組で、番組前半にはビートたけしが番組のVTRを見て批評をするコーナーもあった。軍団初の冠番組で、後期には人気投票も行われていた。
しかし、1986年12月8日のフライデー襲撃事件でメンバー中11人が逮捕され、同年12月24日にテレビ朝日が自社の番組からビートたけしとたけし軍団を一旦外すことを決定したため、番組は12月21日放送分をもって打ち切られた。打ち切り後、同日曜11:00枠では同年12月28日から1987年1月25日まで『ギャグマガジンスペシャル』が、同年2月1日から3月29日まで『週刊グラフィティ増刊号』がそれぞれつなぎ番組として放送され、そして同年4月5日に次のレギュラー番組となる『パァーッといこうぜい』がスタートした。

## 主なコーナー
たけし軍団人気投票
視聴者からのハガキの投票で決まるランキング。番組冒頭で放送。
ショートコント
主に番組前半に放送。
ラジオ体操
番組末期に定番化していたコーナー。体操着のメンバー複数人が並び、ラジオ体操第一をBGMとして流しながら、音楽に沿ってシンクロ運動（本来のラジオ体操の動作とは異なる、創作ダンスに近い奇妙な動き）を行うもの。
今日の勝負
主に番組後半に放送。ガダルカナル・タカをレフェリーに、残りのメンバー9人が変わった対決をしていた。本番組のメインと呼んでも差し支えないレギュラーコーナー。
- ガムシロ一気飲み一本勝負
- コーヒーフレッシュ早飲み一本勝負
- 中日の宇野一本勝負
- 牛乳鼻飲み一本勝負
- お湯飲み一本勝負 - コップ一杯の熱湯を早く飲み干したほうが勝利となる危険な競技。柳ユーレイが圧倒的な早さで完飲し、メンバーを驚かせた。

ウルトラツー
『鉄腕アトム』と『エイトマン』を合わせたパロディドラマ。
プッチン家族
ホームドラマ形式のコント。
ゲストの歌
CMに入る前に、毎週3組のゲスト歌手による歌を放送。かつてこの時間帯が音楽番組の枠であったことの名残によるもの。たけし軍団とゲスト歌手との絡みは原則的に皆無であったが、歌に入る前にゲスト歌手のコメントがあった。また、ゲスト歌手3組枠のうち1枠を「たけし軍団COUNTDOWN」「おぼっちゃま」等、たけし軍団メンバーの音楽ユニットによる歌に振り替えて放送されることがあった。